# Абрамян, Оганес Акопович
Оганес Акопович Абрамян (род. 6 декабря 1932) — советский футболист, защитник, тренер, судья.

## Биография
Бо́льшую часть карьеры провёл в командах второго эшелона советского первенства «Динамо» Ереван (1952—1953), «Спартак» Ереван (1954—1958), «Ширак» Ленинакан (1959—1960), «Наири» Ереван (1961). В классе «А» в 1961—1962 годах за «Спартак» Ереван сыграл 22 матча, забил три гола.
Участник Спартакиады народов СССР 1956 года в составе сборной Армянской ССР.
Финалист Кубка СССР 1954.
Тренер (1967, 1973—1975) и начальник команды «Арарат» Ереван. Начальник команды (1990) и главный тренер (1992) «Котайка» Абовян.
Судил матчи в качестве бокового арбитра.